# Giulio Einaudi (Verleger)
Giulio Einaudi (* 2. Januar 1912 in Dogliani; † 5. April 1999 in Magliano Sabina) war ein italienischer Verleger und Gründer des Verlagshauses Einaudi.

## Familie
Giulio Einaudi wurde in Dogliani als Sohn von Ida Pellegrini und Luigi Einaudi, dem späteren Präsidenten der Republik Italien (1948–1955) geboren. Sein Sohn ist der Komponist Ludovico Einaudi.

## Leben
Einaudi besuchte das Massimo-d'Azeglio-Gymnasium in Turin und studierte Literatur bei Augusto Monti, einem engagierten Gegner des Faschismus. Gegen den Wunsch des Vaters, ein Medizinstudium zu absolvieren, wendete er sich schon bald dem Journalismus zu. 1933 gründete er mit Freunden, alle Absolventen des Massimo d'Azeglio-Gymnasiums, den Verlag Giulio Einaudi Editore mit Sitz in Turin. Das Verlagsemblem, ein Vogel Strauss, übernahm er von der Zeitschrift „Cultura“, deren Chefredakteur er war, als die Zeitschrift 1935 von der faschistischen Regierung verboten wurde. Zu seinem damaligen Freundeskreis zählten Leone Ginzburg, Massimo Mila, Norberto Bobbio, Cesare Pavese und später auch Natalia Ginzburg, die Frau Leone Ginzburgs, und Giaime Pintor, Journalist und Literat, Übersetzer deutscher Literatur und Widerstandskämpfer gegen den Faschismus. Der neugegründete Verlag zog schon bald die Aufmerksamkeit der Geheimpolizei auf sich. Am 15. Mai 1935 wurde er wegen Kooperation mit der Turiner Gruppe „Giustizia e Libertà“ zusammen mit seinen Freunden inhaftiert und dann aus Turin verbannt, konnte jedoch ab 1936 zusammen mit Leone Ginzburg und Pavese die Verlagsarbeit wieder aufnehmen. Er brachte unter anderem die Reihe „Poeti“, herausgegeben von Eugenio Montale, heraus.
Am 8. September 1943 kam die Verlagsarbeit vollständig zum Erliegen: Leone Ginzburg wurde am 20. November in Rom verhaftet, ins Gefängnis „Regina Coeli“ verbracht, wo er am 5. Februar umkam. Der damals erst 24-jährige Giaime Pintor kam ebenfalls um, als er sich einer Gruppe von Partisanen anschließen wollte. Giulio Einaudi ging für einige Zeit in die Schweiz, wo er Kontakt mit befreundeten amerikanischen Autoren aufnahm, kehrte dann aber nach Italien zurück und schloss sich im Aostatal einer Widerstandsgruppe an. 1944 wurde er nach Rom geschickt, wo er zum ersten Mal auf Palmiro Togliatti traf. Über Togliatti entwickelten sich Kontakte zu anderen Kadern der Kommunistischen Partei.
1945 nahm Einaudi die Verlagsarbeit wieder auf und brachte zunächst die von Vittorini redigierte, nur zwei Jahre existierende Zeitschrift Il Politecnico heraus. Vittorini entdeckte und förderte viele junge Autoren, deren Erstveröffentlichung von Einaudi besorgt wurde. Zu den jungen italienischen Autoren zählten u. a. Carlo Cassola, Beppe Fenoglio, Mario Rigoni Stern, Anna Maria Ortese, Lalla Romano.
Es gelang Einaudi, viele bedeutende Autoren, die meisten Antifaschisten, an seinen Verlag zu binden. So veröffentlichte er Werke von Elio Vittorini, Italo Calvino, Natalia Ginzburg und Luciano Foà. Zwischen 1947 und 1951 publizierte er Antonio Gramscis Lettere dal carcere (Gefängnisbriefe) und Quaderni (Gefängnishefte).
1949 kam Giulio Bollati in den Verlag, der bald Co-Direktor und dann Generaldirektor wurde und der die Kontakte zwischen Verlag und Autoren auf Norberto Bobbio, Massimo Mila, Antonio Giolitti, Franco Venturi und Carlo Muscetta ausweitete.
Ein zweiter Schwerpunkt seines Verlags waren Übersetzungen internationaler Autoren ins Italienische. Bei Einaudi erschienen Werke von Bertolt Brecht, Jean-Paul Sartre, Thomas Mann, Jorge Luis Borges und Robert Musil. 1946 erschien bei Einaudi der erste Band von Marcel Prousts Auf der Suche nach der verlorenen Zeit in einer Übersetzung von Natalia Ginzburg.
Heute gehört der Verlag zur Mondadori-Gruppe, ehemals Silvio Berlusconi gehörend.